# André Alerme
Pour les articles homonymes, voir Alerme.
André Alerme est un acteur français né le 9 septembre 1877 à Dieppe et mort le 31 janvier 1960 à Montrichard.

## Biographie
Attiré très tôt par le théâtre, André Alerme abandonne ses études de médecine et de sculpture pour se produire dans les années 1900 sur les scènes parisiennes, en parallèle en 1896 il s'engage volontairement dans l'armée, alors Âgé de 19 ans il est affecté au 17e régiment d'infanterie. 

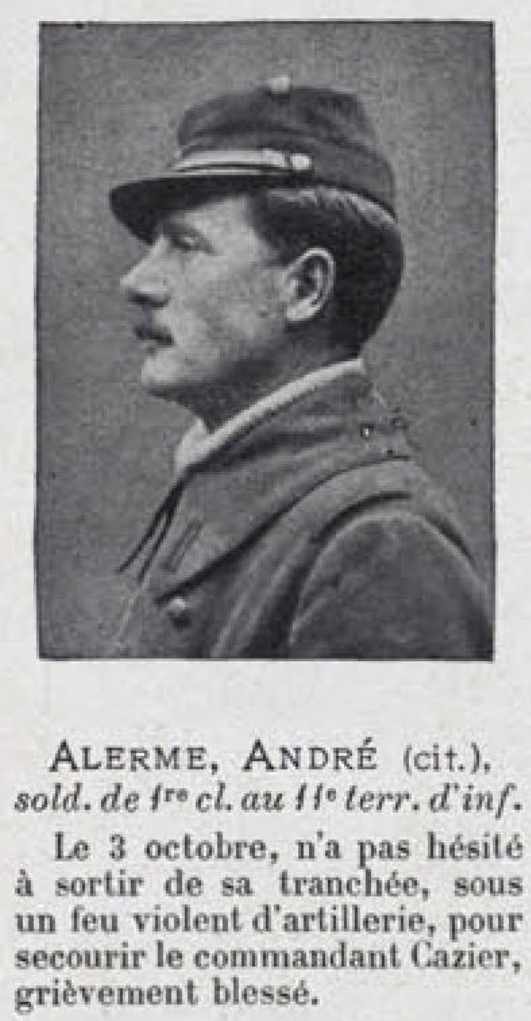
André Alerme dans le tableau d'honneur de la grande guerre de L'Illustration

Le 4 août 1914, alors que la Première Guerre mondiale vient de débuter, il est mobilisé dans le 11e régiment d'infanterie territoriale, dans lequel il resta jusqu'à sa démobilisation le 3 octobre 1918.
Après la guerre il joue dans des comédies à grand succès comme Le Blanc et le Noir de Sacha Guitry qu'il reprend dans la version filmée. Beaucoup de théâtre et de boulevard et, en parallèle, une carrière de second rôle au cinéma, dont les compositions les plus marquantes sont celles confiées par Jacques Feyder : il est à deux reprises le mari de Françoise Rosay, épouse de Feyder à la ville, d'abord en croupier de casino dans Pension Mimosas, puis en bourgmestre vaniteux, mais couard, dans La Kermesse héroïque.
À souligner sa création dans Pour une nuit d'amour d'Edmond T. Gréville où il interprète un père aveugle auprès d'Odette Joyeux et de Sylvie.
Retiré du cinéma en 1950, il meurt dix ans plus tard dans un anonymat quasi total, peu de journaux ayant cru bon d'annoncer sa disparition malgré plus de 70 films tournés entre 1925 et 1950.
Il était le frère du colonel Michel Alerme.
Il est inhumé à Montrichard.

## Filmographie
- 1925 : Amour et Carburateur de Pierre Colombier : Alcide Darbois
- 1931 : Le Blanc et le Noir de Robert Florey et Marc Allégret : Georges Samoy
- 1931 : Mam'zelle Nitouche de Marc Allégret : le major
- 1931 : Son Altesse l'amour de Robert Péguy et Erich Schmidt : Jules Leroy
- 1931 : La Dame de chez Maxim's d'Alexandre Korda : Petypon
- 1932 : La Fleur d'oranger d'Henry Roussell : Birbat
- 1932 : Sa meilleure cliente de Pierre Colombier
- 1932 : La Merveilleuse Journée de Robert Wyler et Yves Mirande : le docteur
- 1933 : Miquette et sa mère d'Henri Diamant-Berger : Aldebert de La Tour Mirande
- 1933 : La Femme idéale d'André Berthomieu : Courgéan
- 1933 : Tout pour rien de René Pujol : Broute
- 1934 : L'hôtel du libre échange de Marc Allégret : Paillardin
- 1934 : Pension Mimosas de Jacques Feyder : Gaston
- 1934 : Le Voyage de monsieur Perrichon de Jean Tarride : le commandant Mathieu
- 1934 : Ferdinand le noceur de René Sti : M. Fourageot
- 1935 : La Kermesse héroïque de Jacques Feyder : Korbus de Witte, le bourgmestre
- 1935 : Arènes joyeuses de Karl Anton : M. Gardy
- 1935 : Tovaritch de Jacques Deval : Arbeziah
- 1936 : L'Assaut de Pierre-Jean Ducis : M. Frépeau
- 1936 : Le Secret de Polichinelle d'André Berthomieu : M. Trévoux
- 1936 : Le Grand Refrain d'Yves Mirande : André Davin, un éditeur musical
- 1936 : L'Homme du jour de Julien Duvivier : M. Cormier de la Creuse
- 1936 : Un mauvais garçon de Jean Boyer : M. Serval
- 1936 : Prends la route ! de Jean Boyer : M. Dupont-Dernier
- 1937 : Vous n'avez rien à déclarer ? de Léo Joannon : Héloïs de La Baule
- 1937 : Le Chanteur de minuit de Léo Joannon : Zabulon
- 1937 : Aloha, le chant des îles de Léon Mathot : Lord Stanton
- 1937 : Mademoiselle ma mère d'Henri Decoin : Albert Letournel
- 1937 : La Bataille silencieuse de Pierre Billon : le directeur du journal
- 1937 : Balthazar de Pierre Colombier : Albert Philippe
- 1938 : Le Drame de Shanghaï de Georg-Wilhelm Pabst : Mac Tavish
- 1938 : Un fichu métier de Pierre-Jean Ducis : Bardas
- 1938 : L'Ange que j'ai vendu de Michel Bernheim : Vronstein
- 1938 : Éducation de prince d'Alexandre Esway : M. Chautard
- 1938 : Ma sœur de lait de Jean Boyer : M. Dumas
- 1938 : Accord final de Ignacy Rosenkranz et Detlef Sierck : Fradin
- 1938 : Visages de femmes de René Guissart : M. Ribourg
- 1938 : Mon curé chez les riches de Jean Boyer : Émile Cousinet
- 1939 : L'Or dans la montagne ou Farinet de Max Haufler : M. Romailler
- 1939 : Paradis perdu d'Abel Gance : le couturier Raoul Calou
- 1939 : Nord-Atlantique de Maurice Cloche : le capitaine Little
- 1939 : L'Homme qui cherche la vérité d'Alexandre Esway : Victor
- 1940 : L'An 40 de Fernand Rivers : M. Garnier
- 1940 : La Comédie du bonheur de Marcel L'Herbier : Déribin
- 1941 : L'Âge d'or de Jean de Limur : Georges Dubelair
- 1941 : Dernière Aventure de Robert Péguy : M. Charmeuil
- 1941 : Romance de Paris de Jean Boyer : M. Cartier, le directeur
- 1941 : La Prière aux étoiles de Marcel Pagnol (film inachevé) : Albert Chazel
- 1942 : La Fausse Maîtresse d'André Cayatte : Rander
- 1942 : Le Voile bleu de Jean Stelli : Ernest Volnar-Bussel
- 1942 : L'Amant de Bornéo de René Le Hénaff et Jean-Pierre Feydeau : Arthur Serval
- 1942 : L'Homme sans nom de Léon Mathot : le docteur Pagès
- 1942 : Lettres d'amour de Claude Autant-Lara : le marquis de Longevialle
- 1942 : Patricia de Paul Mesnier : le curé
- 1943 : Le Baron fantôme de Serge de Poligny : le colonel
- 1943 : Arlette et l'Amour de Robert Vernay : le baron Gingleux
- 1943 : La Valse blanche de Jean Stelli : M. Despillois
- 1943 : Coup de tête de René Le Hénaff : M. Lamberner
- 1944 : Le Cavalier noir de Gilles Grangier : Saint-Brissac
- 1945 : Leçon de conduite de Gilles Grangier : M. Granval
- 1945 : Les Gueux au paradis de René Le Hénaff : Saint-Pierre
- 1945 : Les Malheurs de Sophie de Jacqueline Audry
- 1945 : Trente et quarante de Gilles Grangier : M. Biterlin
- 1946 : Pour une nuit d'amour d'Edmond T. Gréville : le colonel
- 1946 : L'arche de Noé d'Henry Jacques : Palpail
- 1947 : Bichon de René Jayet : M. Fontanges
- 1947 : Par la fenêtre de Gilles Grangier : M. Alavoine, le propriétaire de l'immeuble
- 1947 : Le Dolmen tragique de Léon Mathot : le vicomte de Kerlec
- 1948 : Le voleur se porte bien de Jean Loubignac : M. Dumontier
- 1948 : Toute la famille était là de Jean de Marguenat : M. Catignac
- 1949 : Un trou dans le mur d'Émile Couzinet : Campignac
- 1950 : Banco de prince de Michel Dulud : M. Max
- 1950 : Cet âge est sans pitié de Marcel Blistène : Boniface Médéric

## Théâtre
- 1905 : La Rafale d'Henry Bernstein, Théâtre du Gymnase
- 1906 : Sacha de Régine Martial, Théâtre du Gymnase
- 1906 : La Griffe d'Henri Bernstein, Théâtre de la Renaissance
- 1908 : Le Passe-partout de Georges Thurner, Théâtre du Gymnase
- 1912 : En garde ! d'Alfred Capus et Pierre Veber, Théâtre de la Renaissance
- 1912 : L'Idée de Françoise de Paul Gavault, Théâtre de la Renaissance
- 1913 : Les Honneurs de la guerre de Maurice Hennequin, Théâtre du Vaudeville
- 1913 : Un jeune homme qui se tue de Georges Berr, Théâtre Femina
- 1920 : Mademoiselle ma mère de Louis Verneuil, Théâtre Fémina
- 1921 : La Passante d'Henry Kistemaeckers, mise en scène Marcel Varnel, Théâtre de Paris
- 1922 : Un chien dans un jeu de quilles d'André de Fouquières et Raymond Silva, Théâtre Femina
- 1922 : Une petite main qui se place de Sacha Guitry, Théâtre Édouard VII
- 1923 : En bombe d'Henry Kistemaeckers, mise en scène Robert Clermont, Théâtre Michel
- 1924 : Ce que femme veut d'Alfred Savoir et Étienne Rey, mise en scène Charlotte Lysès, Théâtre des Mathurins
- 1924 : La Tentation de Charles Méré, mise en scène Véra Sergine, Théâtre de Paris
- 1925 : J'adore ça, comédie musicale en 3 actes d'Albert Willemetz et Saint-Granier, musique Henri Christiné, Théâtre Daunou
- 1927 : Son mari de Paul Géraldy et Robert Spitzer, Théâtre de la Michodière
- 1931 : La Ligne de cœur de Claude-André Puget, mise en scène Pierre Fresnay, Théâtre Michel
- 1932 : La Fleur des pois d'Édouard Bourdet, Théâtre de la Michodière
- 1933 : La Femme en blanc de Marcel Achard, Théâtre Michel
- 1934 : Mon crime de Georges Berr et Louis Verneuil, Théâtre des Variétés
- 1935 : Y'avait un prisonnier de Jean Anouilh, Théâtre des Ambassadeurs
- 1935 : Noix de coco de Marcel Achard, mise en scène Raimu, Théâtre de Paris
- 1936 : Le Pélican ou Une étrange famille de Francis de Croisset d'après Somerset Maugham, Théâtre des Ambassadeurs
- 1941 : Carton pâte de Pierre Brive et Robert Beauvais, Théâtre Michel

### Opérettes et comédies musicales
- 1932 : Xantho chez les courtisanes, texte de Jacques Richepin ; musique de Xavier Leroux, mise en scène de Cora Laparcerie, avec Arletty au théâtre des Nouveautés[4].

## Distinctions
- Chevalier de l'ordre national de la Légion d'honneur, le 29 janvier 1937[5].
- Croix de Guerre 1914-1918 avec une Citation à l'ordre de l'armée (palme de bronze)